# Lucy Rose
Lucy Rose Parton est une chanteuse et compositrice anglaise, née le 20 juin 1989 dans le comté de Surrey. Son premier album, Like I Used To a été publié en septembre 2012. Lucy Rose a sorti un second album Work It Out le 6 juillet 2015 sous le label Columbia Records.

## Biographie
Née à Frimley dans le comté de Surrey en Angleterre, Lucy Rose débute la musique en jouant de la batterie dans l'orchestre de son école. Plus tard, elle achète une guitare dans un magasin sur le chemin de l'école, elle apprend seule et commence à composer aux alentours de l'âge de 16 ans.
En 2014, "Shiver" a été utilisé en tant que générique d'ouverture de la deuxième saison de la série d'animation Mushishi.
En février 2015, Shiver a été utilisé pour clore l'épisode 5 de la saison 4 de la série Girls de Lena Dunham.

### Like I Used To
En 2012, Lucy Rose commence à enregistrer son premier album Like I Used To, avec l'aide du producteur Charlie Hugall depuis la maison de ses parents dans le comté de Warwickshire. Il est publié le 24 septembre et peut être écouté intégralement et légalement sur les plateformes de streaming.
Le 12 mai 2012, elle a signé avec le label Columbia Records.

### Work It Out
En mai 2015, Rose a annoncé son second album studio, Work It Out. Cet album a été enregistré au London's Snap Studios et produit par Rich Cooper, connu pour son travail sur Mumford & Sons et Tom Odell.

### Influences
Dans une interview, Lucy Rose a révélé qu'elle avait une affection particulière pour Neil Young et Joni Mitchell.

## Discographie

### Albums studio
| Titre                         | Détails | Meilleure position dans les charts | Meilleure position dans les charts | Meilleure position dans les charts |
| Titre                         | Détails | UK                                 | IRE                                | SCT                                |
| ----------------------------- | --- | ---------------------------------- | ---------------------------------- | ---------------------------------- |
| Like I Used To                | - Publié le 24 septembre 2012 - Label : Columbia, Sony Music - Formats : Téléchargement numérique, CD, vinyle | 13                                 | 90                                 | 31                                 |
| Work It Out                   | - Publié le 6 juillet 2015 - Label : Columbia, Sony Music - Formats : Téléchargement numérique, CD, vinyle    | 9                                  | —                                  | 25                                 |
| Something's Changing          | - Publié le 7 juillet 2017 - Label : Communion Records - Formats : Téléchargement numérique, CD, vinyle       | 34                                 | —                                  | 55                                 |
| No Words Left                 | - Publié le 22 mars 2019 - Label : Communion Records - Formats : Téléchargement numérique, CD, vinyle         | 38                                 | —                                  | 26                                 |
| This Ain't The Way You Go Out | - Publié le 19 avril 2024 - Label : Communion Records - Formats : Téléchargement numérique, CD, vinyle        | 64                                 | —                                  | 25                                 |

### Albums remixés
| Titre                                   | Détails                                                                                      | Meilleure position dans les charts | Meilleure position dans les charts |
| Titre                                   | Détails                                                                                      | UK                                 | IRE                                |
| --------------------------------------- | -------------------------------------------------------------------------------------------- | ---------------------------------- | ---------------------------------- |
| Something's Changing (Remixes)          | - Publié le 6 juillet 2018 - Label : Communion Records - Formats : téléchargement digital    | —                                  | —                                  |
| This Ain't The Way You Go Out (Remixes) | - Publié le 27 septembre 2024 - Label : Communion Records - Formats : téléchargement digital | —                                  | —                                  |

### Albums live
| Titre                  | Détails                                                                                           | Meilleure position dans les charts | Meilleure position dans les charts |
| Titre                  | Détails                                                                                           | UK                                 | IRE                                |
| ---------------------- | ------------------------------------------------------------------------------------------------- | ---------------------------------- | ---------------------------------- |
| Live at Urchin Studios | - Publié le 9 décembre 2016 - Label : Rose Records - Formats : téléchargement digital, CD, vinyle | —                                  | —                                  |

### Singles
| Année | Single                                      | Album                          |
| ----- | ------------------------------------------- | ------------------------------ |
| 2011  | "Middle of the Bed"                         | Like I Used To                 |
| 2011  | "Scar"                                      | Like I Used To                 |
| 2012  | "Red Face"                                  | Like I Used To                 |
| 2012  | "Lines"                                     | Like I Used To                 |
| 2012  | "Bikes"                                     | Like I Used To                 |
| 2013  | "Shiver"                                    | Like I Used To                 |
| 2015  | "Our Eyes"                                  | Work It Out                    |
| 2015  | "Like an Arrow"                             | Work It Out                    |
| 2015  | "Till the End"                              | Work It Out                    |
| 2015  | "Nebraska"                                  | Work It Out                    |
| 2017  | "Floral Dresses" (avec The Staves)          | Something's Changing           |
| 2017  | "Is This Called Home"                       | Something's Changing           |
| 2017  | "No Good at All"                            | Something's Changing           |
| 2017  | "Second Chance"                             | Something's Changing           |
| 2017  | "End Up Here"                               | Non-album single               |
| 2018  | "All That Fear"                             | Non-album single               |
| 2018  | "Intro (Chartreuse Remix)"                  | Something's Changing (Remixes) |
| 2018  | "Soak It Up (JAWS Remix)"                   | Something's Changing (Remixes) |
| 2018  | "Morai (Liz Lawrence Remix)"                | Something's Changing (Remixes) |
| 2018  | "Second Chance (Fryars Remix)"              | Something's Changing (Remixes) |
| 2018  | "Is This Called Home (Anatole Remix)"       | Something's Changing (Remixes) |
| 2018  | "All That Fear (Otzeki Remix)"              | Something's Changing (Remixes) |
| 2019  | "Conversation"                              | No Words Left                  |
| 2019  | "Solo(w)"                                   | No Words Left                  |
| 2019  | "Treat Me Like a Woman"                     | No Words Left                  |
| 2020  | "Question It All / White Car"               | Non-album single               |
| 2023  | "Could You Help Me"                         | This Ain't The Way You Go Out  |
| 2024  | "The Racket"                                | This Ain't The Way You Go Out  |
| 2024  | "Whatever You Want"                         | This Ain't The Way You Go Out  |
| 2024  | "Over When It's Over"                       | This Ain't The Way You Go Out  |
| 2024  | "Light As Grass"                            | This Ain't The Way You Go Out  |
| 2024  | "Could You Help Me (Picard Brothers Remix)" | Non-album single               |
| 2024  | "Those Red Lights"                          | Non-album single               |
| 2025  | "Pale Blue Eyes"                            | Non-album single               |